# Ptilodactyla griseosuturalis
Ptilodactyla griseosuturalis là một loài bọ cánh cứng trong họ Ptilodactylidae. Loài này được Pic miêu tả khoa học năm 1930.